# 敷城郡 (东魏)
敷城郡，中国南北朝东魏设置的郡。
东魏天平四年（537年）设置敷城郡，作为陕西敷城郡的侨置，治所在敷城县，治所在今山西临汾市境，领敷城一县。90户，359口。属晋州。北齐承光元年（577年），周武帝东征，北周灭北齐，废晋州的敷城郡。 